# Пули (остров)

Остров Пули (на английски: Pooley Island) е 29-ият по големина остров край западните брегове на Канада в Тихия океан. Площта му от 163 км2 му отрежда 122-ро място сред островите на Канада. Административно принадлежи към канадската провинция Британска Колумбия. Необитаем.
Островът се намира край северното крайбрежие на Британска Колумбия, на изток и североизток от остров Родерик, от който го отделя широкият едва 50 м в най-тясната си част проток Грифин. На север протокът Шийп (ширина 1,3 км), а на изток протокът Матисън (ширина от 250 м на север до 2,4 км на юг) го отделят от континенталната част на Британска Колумбия. Формата на острова е почти триъгълна с дължина от север на юг 30 км, а максималната му ширина е 11 км.
Бреговата линия с дължина 87 км е слабо разчленена, като на северото крайбрежие се намира залива Уинди, а на югоизточното – залива Джеймс.
Релефът е предимно нископланински с максимална височина до 900 м в северната му част, югозападно от залива Уинди. Има десетина красиви малки езера.
Климатът е умерен, морски, влажен, предпоставка за пълноводни почти през цялата година къси реки. Голяма част от острова е покрита с гъсти иглолистни гори, които предоставят идеални условия за богат животински свят.
Островът е открит през 1793 г. от лейтенант Джеймс Джонстън (1759-1823), участник в британската правителствена експедиция възглавявана от Джордж Ванкувър през 1791-1795 г. Около 100 години по-късно е кръстен в чест на Чарлз Едуард Пули (1845-1912), известна политическа фигура в парламента на Британска Колумбия в периода 1882-1906 г.